# Abdul al-Rozan
Abdulaziz Mohammed Razgan al-Rozan (* 4. August 1966) ist ein ehemaliger saudi-arabischer Fußballspieler.

## Karriere

### Klub
Über seine Laufbahn auf Klubebene ist nicht viel bekannt. Mit al-Shahab holte er in der Saison 1992/93 die Meisterschaft und den Pokal.

### Nationalmannschaft
Seinen ersten bekannten Einsatz für die saudi-arabische Nationalmannschaft hatte er am 9. September 1992 bei einem 1:1 in der Gruppenphase des Arabischen Nationenpokals 1992 gegen Syrien. In der Startelf stehend, wurde er nach einer gelben Karte in der 70. Minute für Sami al-Jaber ausgewechselt. Auch kam er bei der 1:3-Finalniederlage gegen Argentinien im König-Fahd-Pokal 1992 zum Einsatz. Einen weiteren Einsatz erhielt er in der Gruppenphase der Asienmeisterschaft 1992. Sein letztes Turnier war der Golfpokal 1992.